# 미카와시마역
미카와시마역(일본어: 三河島駅, みかわしまえき)은 일본 도쿄도 아라카와구에 있는 동일본 여객철도의 철도역이다.

## 역 구조
섬식 승강장 1면 2선 형태의 고가역이다. 개찰구는 미나미센주역 방면으로 1개소만 설치되어 있다. 자동개찰기가 있으나 미도리노마도구치는 없다. 2011년 2월 현재 엘리베이터가 공사 중이다.

### 승강장
| 1 | ■ 조반 쾌속선 | 닛포리·우에노·도쿄·시나가와 방면 (우에노도쿄라인) |
| 2 | ■ 조반 쾌속선 | 마쓰도·가시와·나리타·도리데·쓰치우라·미토 방면    |

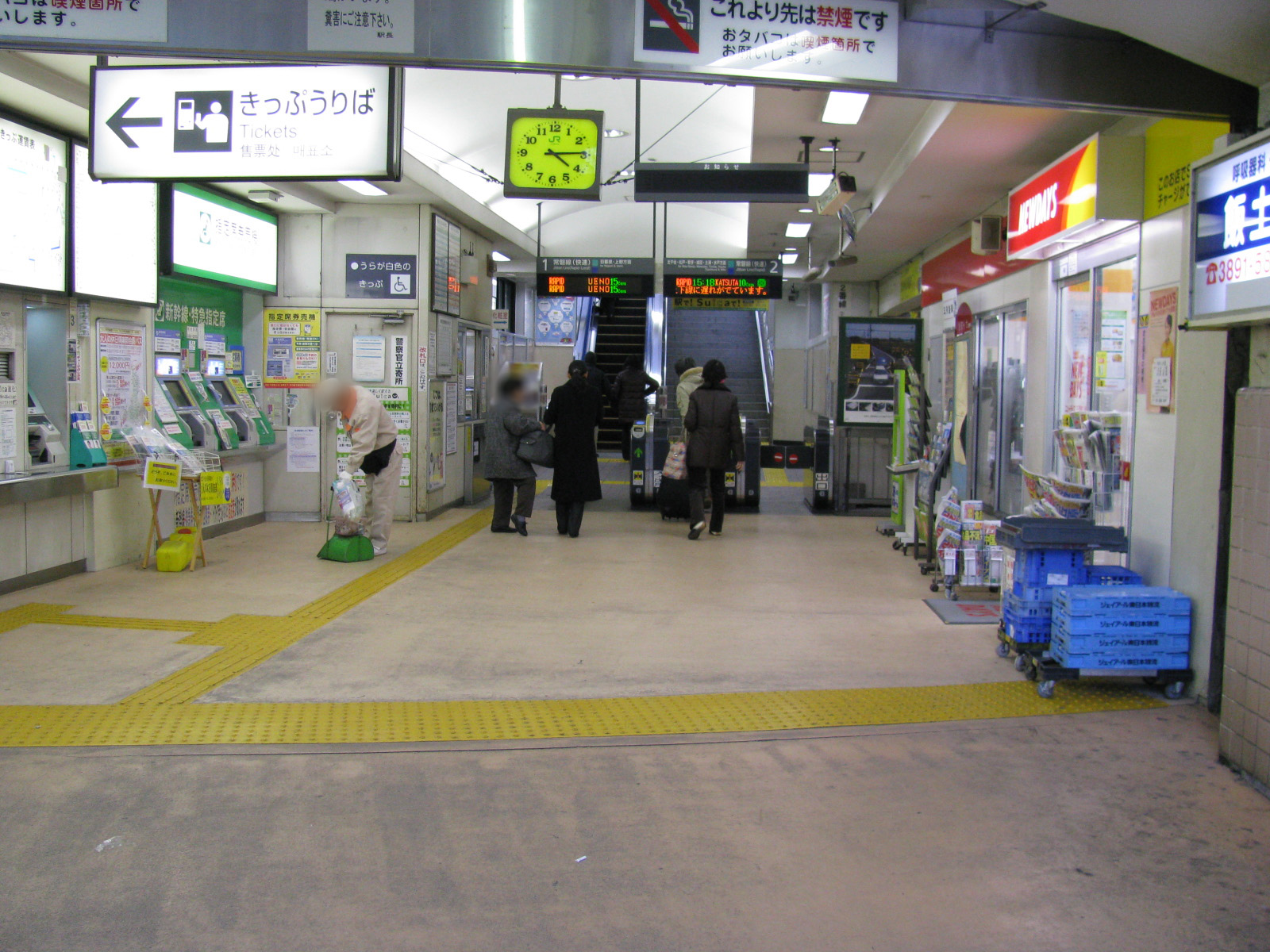
개찰구
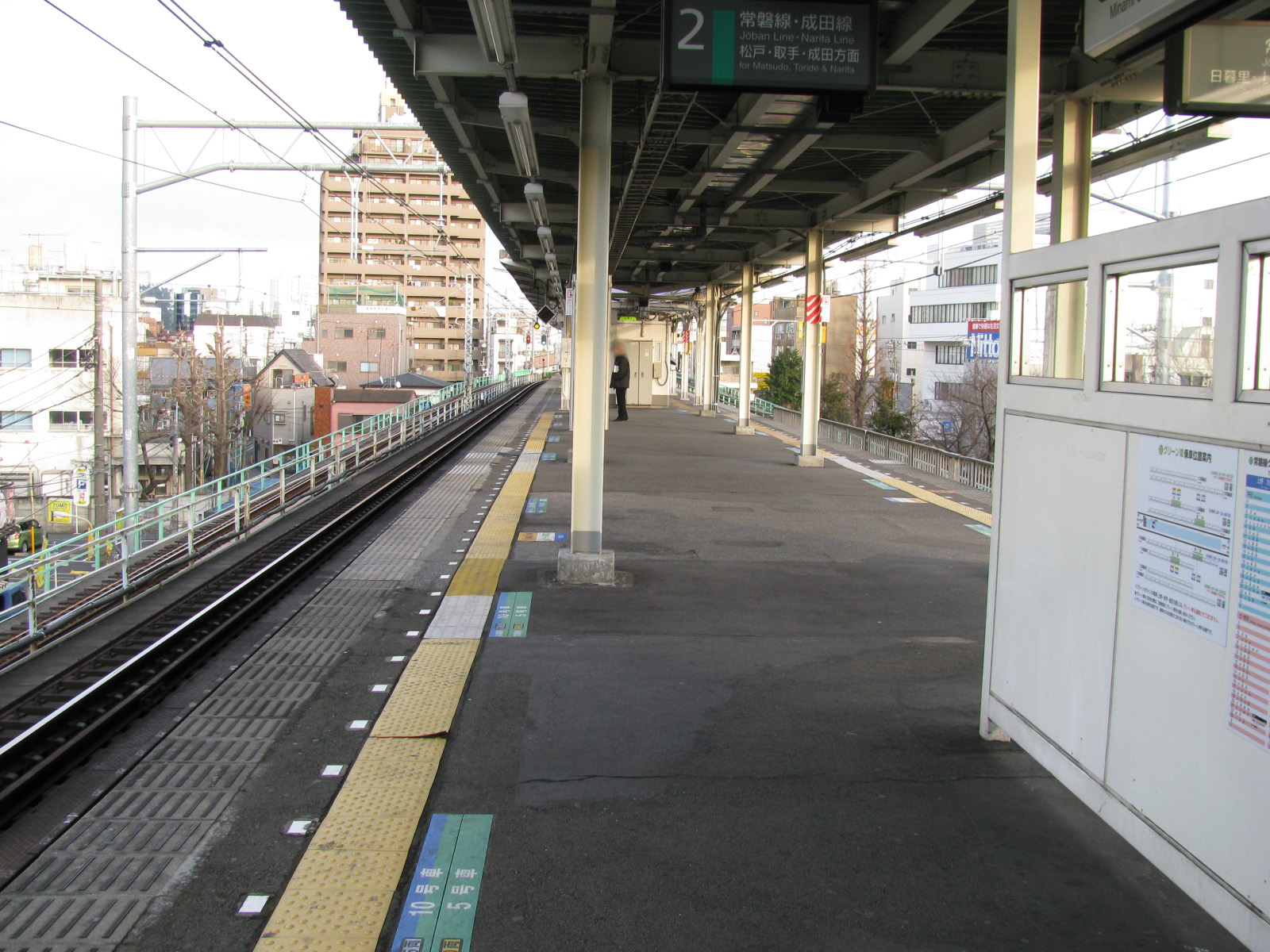
승강장

## 승차량 변동
| 연도   | 승차량(명) |
| ------ | ---------- |
| 1992년 | 9,082      |
| 1993년 | 9,101      |
| 1994년 | 8,959      |
| 1995년 | 8,842      |
| 1996년 | 8,808      |
| 1997년 | 8,652      |
| 1998년 | 8,578      |
| 1999년 | 8,702      |
| 2000년 | 9,060      |
| 2001년 | 9,280      |
| 2002년 | 9,688      |
| 2003년 | 9,733      |
| 2004년 | 9,794      |
| 2005년 | 9,743      |
| 2006년 | 9,900      |
| 2007년 | 10,100     |
| 2008년 | 10,148     |
| 2009년 | 10,130     |

## 역사
- 1905년 4월 1일 - 일본 철도의 역으로서 개업하였다.
- 1906년 11월 1일 - 국유화에 따라 일본국유철도의 역이 되었다.
- 1909년 10월 12일 - 선로 명칭 제정에 따라 조반선의 역이 되었다.
- 1962년 5월 3일 - 역 구내에서 화물 열차와 상하행 열차 2편성이 3중 충돌하는 사고가 발생하였다. (미카와시마 사고)
- 1987년 4월 1일 - 민영화에 따라 동일본 여객철도의 소속이 되었다.
- 2001년 11월 18일 - 스이카의 사용이 개시되었다.

## 인접역
| 동일본 여객철도 조반선     | 동일본 여객철도 조반선 | 동일본 여객철도 조반선                         |
| -------------------------- | ---------------------- | ---------------------------------------------- |
| JJ 02 닛포리 시나가와 방면 | 쾌속                   | JJ 04 미나미센주 이와키 · 도리데 · 나리타 방면 |